# Sam Allardyce
Samuel „Sam“ Allardyce (* 19. Oktober 1954 in Dudley, West Midlands) ist ein englischer Fußballtrainer und ehemaliger -spieler.

## Spielerlaufbahn
Allardyce – von seinen Anhängern auch „Big Sam“ genannt – besuchte die „Sycamore Green Primary School“ und später die „Wren’s Nest Secondary School“. Sein größter Erfolg als Fußballspieler war 1978 der Gewinn der Zweitligameisterschaft und der Aufstieg in die oberste englische Spielklasse mit den Bolton Wanderers. Später war er noch für den AFC Sunderland aktiv, bevor er in die US-amerikanische North American Soccer League zu den Tampa Bay Rowdies ging.

## Trainerlaufbahn
Nach seinem Karriereende als Fußballspieler wurde Allardyce im Februar 1989 von West Bromwich Albion für die Position des Cotrainers von Brian Talbot verpflichtet, wobei er immer ein Anhänger der Wolverhampton Wanderers, den größten Rivalen von West Bromwich, gewesen war. Seine Beschäftigung dauerte zwei Jahre an und endete in seiner und Talbots Entlassung, als der Verein erstmals in die Drittklassigkeit abstieg. Allardyce übernahm fortan die Rolle des Spielertrainers beim irischen Verein FC Limerick und führte den Klub in seiner einzigen Saison dort 1992 als Zweitligameister in die höchste Spielklasse des Landes. Seine nächste Trainerstation war der FC Blackpool, bei dem er entlassen wurde, als ihm der Aufstieg in die zweite Liga nicht gelang, obwohl der Verein während des gesamten Saisonverlaufs die Tabelle angeführt hatte. Der FC Blackpool fiel am letzten Spieltag noch auf den dritten Platz ab und verpasste damit den direkten Aufstieg. Im Play-off verlor der Verein nach einem 2:0-Hinspielsieg gegen Bradford City im Rückspiel mit 0:3. Allardyce wurde anschließend beurlaubt.
Im Januar 1997 kehrte Allardyce als Trainer von Notts County ins Fußballgeschäft zurück und stieg aus der dritten Liga ab. Im nächsten Jahr stieg er mit dem Verein wieder auf. Notts County brach in der Aufstiegssaison mehrere Landes- und Vereinsrekorde, als man mit 19 Punkten Vorsprung die Viertligameisterschaft gewann und die erste Nachkriegsmannschaft stellte, die einen Aufstieg schon Mitte März rechnerisch gesichert hatte. Bis zum September 1999 blieb er an der Meadow Lane und kehrte dann zu seinem früheren Verein Bolton Wanderers zurück, um dort in der zweiten Liga der neue Trainer zu werden. Die Bolton Wanderers verloren zwar im Jahr 2000 in den Play-off-Spielen zum Aufstieg gegen Ipswich Town, kamen unter der Führung von Allardyce aber bis ins FA-Cup-Halbfinale. Im folgenden Jahr erreichte der Verein erneut das Play-off-Finale und kehrte nach einem 3:0-Sieg gegen Preston North End nach drei Jahren in die Premier League zurück.
Die erste Saison in der obersten englischen Spielklasse begann der Club mit drei Siegen und einem Remis aus den ersten vier Spielen. Gleichwohl wendete er seinen Abstieg erst im vorletzten Spiel der Saison ab. Im Jahr darauf rangierte der Verein in der Abschlusstabelle mit nur zwei Punkten Abstand nur einen Platz oberhalb der Abstiegszone. Fortan etablierte sich Allardyce mit seiner Mannschaft in der Premier League. Er erreichte das Finale des Carling Cup, das die Bolton Wanderers mit 1:2 gegen den FC Middlesbrough verloren. Die Saison 2004/05 schlossen die Wanderers punktgleich mit dem FC Liverpool auf dem sechsten Platz ab und qualifizierten sich für den UEFA-Pokal. Dort führte Allardyce seine Mannschaft durch die Gruppenphase und etablierte ihn in der oberen Tabellenhälfte der englischen Liga. Allardyce reichte am 30. April 2007 bei den Bolton Wanderers seinen Rücktritt ein. Sein Nachfolger wurde Sammy Lee.
Zur Saison 2007/08 verpflichtete ihn Newcastle United mit einem Dreijahresvertrag. Den Verein verließ er bereits am 9. Januar 2008 wieder. Mitte Dezember 2009 wurde er als Nachfolger von Paul Ince bei den Blackburn Rovers vorgestellt. Im Dezember 2010 wurde er entlassen. Für die Saison 2011/12 verpflichtete ihn der Erstliga-Absteiger West Ham United. Unter seiner Leitung stieg die Mannschaft nach einer Saison wieder in die Premier League auf. Von 2015 bis 2016 war er Trainer des AFC Sunderland.
Im Juli 2016 wurde Allardyce zum englischen Nationaltrainer berufen. Anfang September gelang ihm im ersten Spiel der WM-Qualifikation ein Sieg gegen die Slowakei. Am Ende des Monats gab er bei einem durch Journalisten des Daily Telegraph inszenierten Treffen mit vermeintlichen Investoren aus Fernost Tipps zum Umgehen von Transferregeln der Football Association (FA), machte sich über seinen Vorgänger Roy Hodgson lustig, verunglimpfte Nationalspieler und bezeichnete den Verband als „dumm“. Außerdem soll er mit den angeblichen Investoren einen Beratervertrag über 400.000 Pfund unterschrieben haben. Der Verband entließ Allardyce kurz darauf nach nur 68 Tagen im Amt. Bereits 2006 hatten er und sein Sohn Craig Allardyce im Zentrum eines vermeintlichen Bestechungsskandals gestanden.
Im Dezember 2016 kehrte Allardyce als Trainer von Crystal Palace in die Premier League zurück. Am 24. Mai 2017 trat er zurück. Ende November 2017 übernahm er den Trainerposten beim Premier-League Klub FC Everton. Nach einer enttäuschenden Saison trennte sich Everton am 16. Mai 2018 von Allardyce.
Am 16. Dezember 2020 übernahm er den abstiegsbedrohten Premier-League-Klub West Bromwich Albion, bei dem er bereits vor vielen Jahren als Co-Trainer tätig war. Er erhielt bei den Baggies als Cheftrainer einen Vertrag bis zum 30. Juni 2022. Nachdem er mit dem Klub den Klassenerhalt verpasst hatte, entschied er sich gegen eine Fortsetzung der Tätigkeit bei West Bromwich und verließ den Klub zum Saisonende.